# Pierre Camara
Pierre Camara (15 settembre 1965) è un ex triplista francese.

## Palmarès

### Mondiali indoor
- 1 medaglia:
  - 1 oro (Toronto 1993 nel salto triplo)

### Giochi del Mediterraneo
- 1 medaglia:
  - 1 oro (Narbonne 1993 nel salto triplo)

### Giochi della Francofonia
- 1 medaglia:
  - 1 argento (Casablanca 1989 nel salto triplo)